# Світлодіодний дисплей

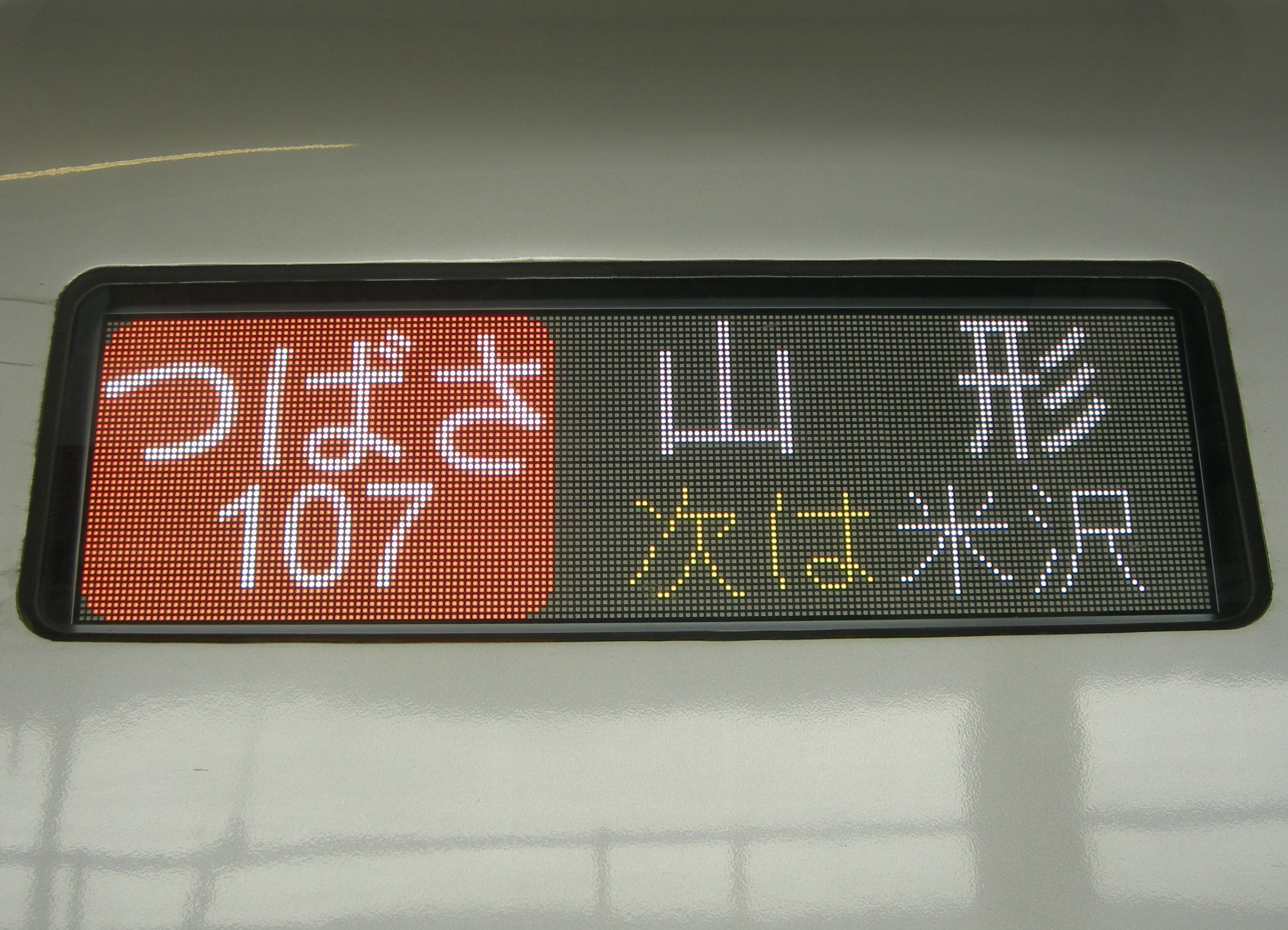
Світлодіодний дисплей

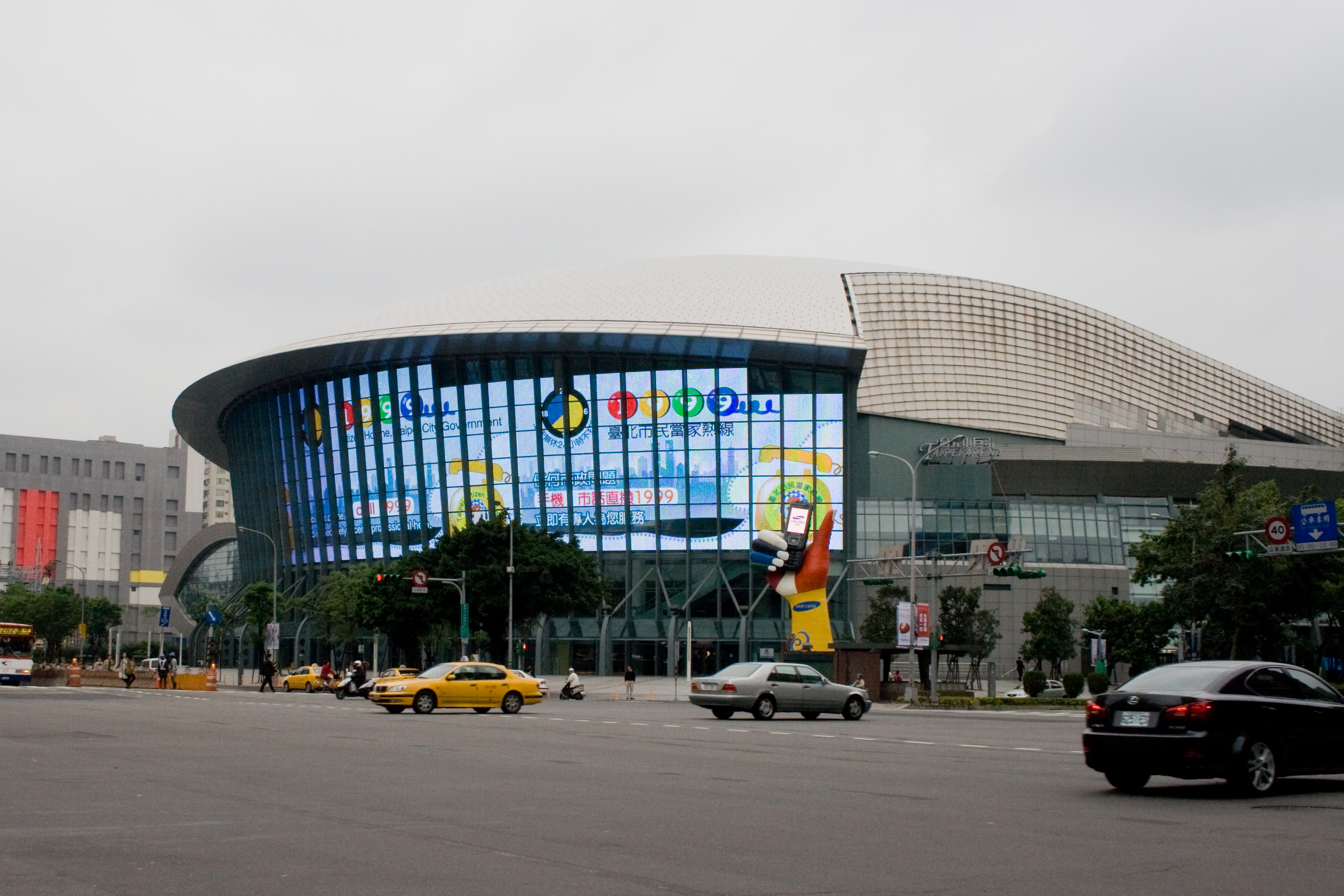
Рекламний LED екран в Тайпеї

Світлодіо́дний диспле́й (англ. LED screen, LED display) — пристрій відображення і передачі візуальної інформації, в якому кожною точкою, пікселем є один або кілька напівпровідникових світлодіодів (Light Emitting Diode).

## Історія
В 1907 році вченими було доведено, що кристали карбіду кремнію можуть світитися. Пізніше, в 1923 році, було встановлено, що якщо крізь ці кристали пропустити електричний струм, то з'явиться світло. Описав це явище Олег Лосєв. Практичне застосування ці дослідження отримали в кінці п'ятдесятих років.
Перший винайдений діод, який представили, був червоним. Винахід завоював інтерес, але з огляду на невелику яскравість, все одно програвав яскравим лампам розжарювання.
Між винаходом діода і появою першого світлодіодного екрану пройшло багато років.
Вважається, що першим світлодіодним екраном був винахід Мітчелла, представлений в 1977 році. Але так як він був монохромним, особливого інтересу він не викликав.
У 1990 році Ісама Акасака, який працював разом з Хіросі Амано в університеті Нагоя, а також Сюдзі Накамура, який працював на той час дослідником в японській корпорації «Nichia Chemical Industries», винайшли технологію виготовлення синього світлодіода (LED). Цей факт виявився поворотним пунктом у розвитку технології. В системі червоного, синього і зеленого можна генерувати до 16 мільйонів відтінків, змінюючи співвідношення яскравості кольорів. За відкриття дешевого синього світлодіода в 2014 році їм трьом була присуджена Нобелівська премія з фізики.
Сучасний LED екран не боїться вологи і морозу. Він споживає на порядок менше енергії, ніж табло на лампах розжарювання.
У тандемі з червоним і зеленим можна створювати величезну кількість кольорів, тонів і відтінків, що дозволило створити повноколірний, яскравий і точний екран.

## Принцип роботи
Повнокольорове зображення створюють шляхом використання світлодіодів 3-х кольорів: червоного, зеленого та синього, в матриці або кластері, які утворюють одиничний піксель (точку).
Матриця світлодіодного екрану — це керуюча плата, з інтегрованими в неї світлодіодами, комутаційними контактами і захисними фільтрами.
Світлодіоди в матриці розташовуються в строгому порядку з рівним інтервалом по горизонталі (піксельний крок) і рівним інтервалом (відстані між лініями світлодіодів по вертикалі теж однакові).
Кластер — це елемент світлодіодного екрана, що є окремим герметичним корпусом, в якому міститься три (червоний, зелений, синій) і більш світлодіодів. Із зовнішнього боку кластер закритий пластиковою лінзою. У кластерних світлодіодних екранах кластер є одиничним пікселем.
Роздільна здатність світлодіодного екрану — щільність пікселів на одиницю поверхні. Чим вище цей показник, тим якісніше зображення.
Розглянемо більш докладно принцип роботи світлодіодного екрана. Світлодіодний екран складається з:
- Набору світлодіодних модулів, що утворюють поле світлодіодного екрана

- Системи керування світлодіодним екраном — комп'ютер, відеопроцесор і контролери.

- Системи електроживлення модулів і контролерів.

Система керування світлодіодним екраном як би «розбиває» все зображення на окремі «шматочки», кількість яких дорівнює кількості світлодіодних модулів дисплею і передає через контролери, для відображення, кожен «шматочок» відповідному світлодіодному модулю. Таким чином і формується на світлодіодному екрані ціле зображення.
Окремий світлодіодний модуль, як матриця, складається з світлодіодних пікселів, які і є випромінюючими елементами світлодіодного екрана, з яких формується повне зображення.
Система керування світлодіодним екраном забезпечує як показ попередньо підготовлених рекламних відео за заданим розкладом, так і можливість роботи від зовнішніх джерел відеосигналу, включаючи роботу в режимі прямої відеотрансляції від телевізійних камер.
Ще одну важливу функцію виконує система керування світлодіодним екраном. Вона має програмний модуль «віртуального пікселя», який забезпечує поліпшення якості сприйманого глядачем зображення на світлодіодному екрані.

## Класифікація світлодіодних екранів
Світлодіодні екрани за принципом побудови поділяються на два типи — кластерні і матричні.

### Кластерні світлодіодні екрани
У кластерних екранах кожен піксель, що містить від трьох до кількох десятків світлодіодів, об'єднаний в окремому світлоізольованому корпусі, який залитий герметизуючим компаундом. Такий конструктивний елемент називається кластером.
Кластери, що утворюють інформаційне поле екрану, закріплені за допомогою гвинтів на лицьовій поверхні екрана. Від кожного кластера відходить джгут проводів, що підключається, за допомогою електричного з'єднувача, до відповідної схеми управління (плати). Такий спосіб побудови повнокольорових світлодіодних екранів поступово відмирає, поступаючись місцем більш технологічному матричному принципу.

### Матричні світлодіодні екрани
У цьому випадку кластери і керуюча плата об'єднані в єдине ціле — матрицю, тобто на керуючій платі змонтовані і світлодіоди і комутуюча електроніка, які залиті герметизуючим компаундом. В залежності від розміру і роздільної здатності екрану, кількість світлодіодів, що становлять піксель, може коливатися від трьох до кількох десятків. А розподіл кількості світлодіодів за кольорами в пікселі змінюється від типу застосовуваних світлодіодів в інтересах дотримання балансу білого.

## Переваги та недоліки

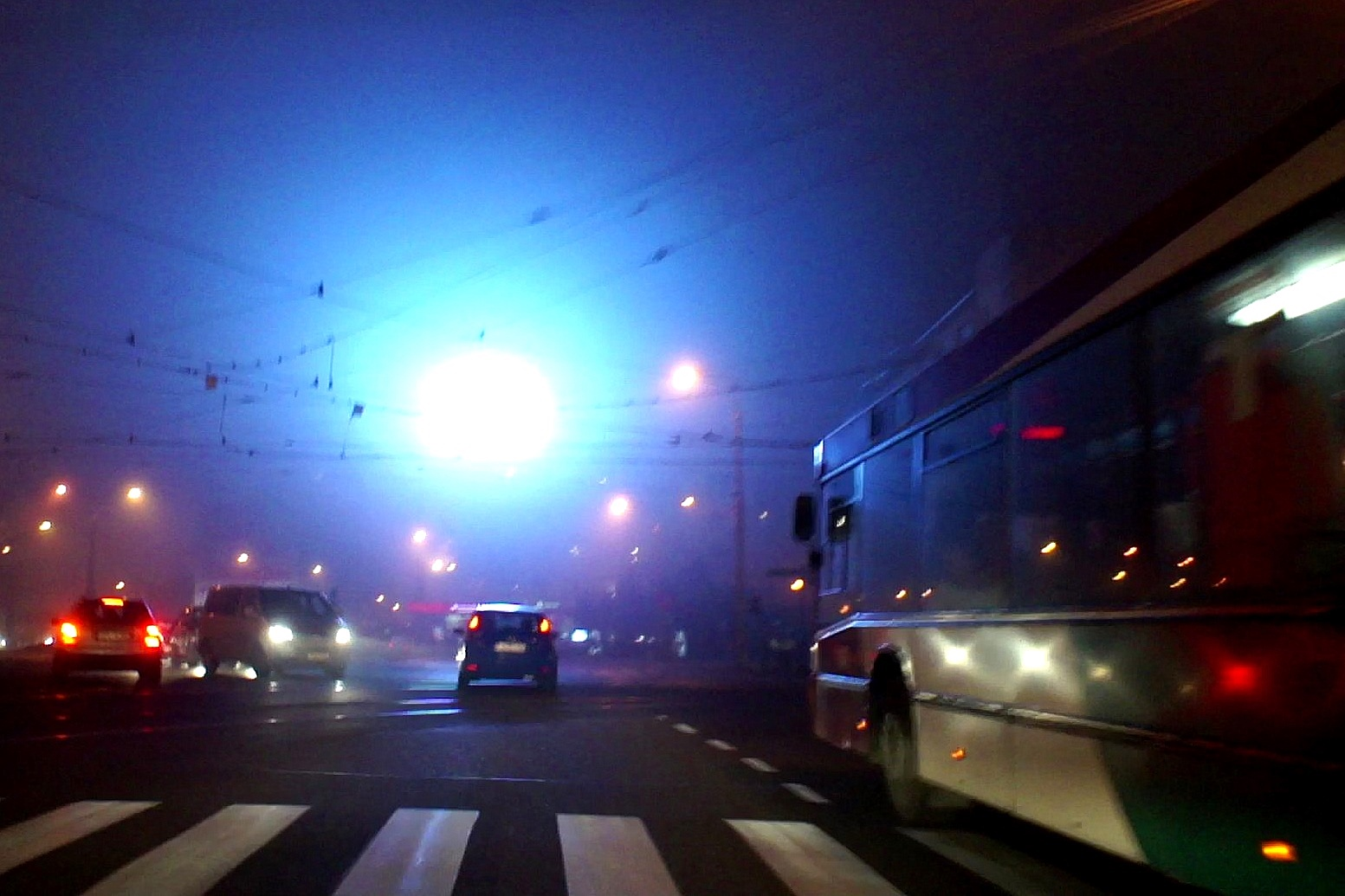
Висока яскравість

Світлодіодні екрани мають деякі переваги:
- Висока яскравість.
- Можливість збірки екрану великих розмірів (до сотень метрів в ширину і висоту).
- Довільне співвідношення висота / ширина.
- Надійність (пошкодження частини екрана не веде до його непрацездатності в цілому).

До незаперечних переваг можна віднести можливість вуличного цілорічного використання таких відеоекранів.
До недоліків можна віднести:
- Досить велика зернистість екрану.
- Найчастіше вельми низька роздільна здатність.
- Складність самостійного компонування.
- Висока вартість.

## Застосування

### LED дисплеї для приміщень
Призначені для встановлення в концертних і спортивних залах, телестудіях, великих торгових центрах, конференц-залах, на вокзалах і в аеропортах. При роботі зі світлодіодним екраном передача інформації та керування світлодіодними модулями здійснюються контролерами, які під'єднані до комп'ютера, що керує. У комп'ютері встановлюється плата відеозахоплення, на вхід якої можуть подаватися відеосигнали від різних джерел — звичайний телевізійний сигнал, сигнал від відеомагнітофона, DVD-плеєра, відеокамери, іншого комп'ютера. Крім того, на жорсткий диск комп'ютера, що управляє можуть бути записані заздалегідь підготовлені сюжети, які можна відтворювати за заздалегідь складеним розкладом.
Основні характеристики LED дисплеїв для приміщень:
- Кут зображення: ≥160º;
- Частота оновлення 3840 Гц;
- Градацій сірого: 256;
- Максимальна яскравість: ≥1000 Кд / м2;
- Напруга живлення: 220 В;
- Робоча температура: -20 .. + 50 ºС;
- Максимальна споживана потужність: 600 Вт / м2;
- Використовуються світлодіодні модулі з кроком пікселя 5, 6, 7.62, 8 і 10 мм.[4]

### LED дисплеї для вулиці
Світлодіодні екрани отримують все більшого поширення — все частіше використовуються в цілях реклами на вулицях великих міст або в якості інформаційних екранів і дорожніх знаків. Експерти розвитку ринку реклами сходяться на думці про те, що з кожним роком частка світлодіодних інформаційних екранів на ринку рекламних технологій буде тільки зростати. Дійсно, повнокольоровий світлодинамічний екран поєднує в собі всі основні переваги існуючих візуальних рекламних технологій. Єдиним їх недоліком можна вважати досить високу вартість в порівнянні з іншими технологіями реклами.
За даними досліджень, світлодіодні екрани для вулиці і сцени привертають увагу понад 95 % людей, в чиєму полі зору вони з'являються, оскільки погляд рефлекторно затримується на елементах руху.
Основні характеристики вуличних LED дисплеїв:
- Кут зображення: 110/50;
- Частота оновлення 1920 Гц;
- Максимальна яскравість: ≥8000 Кд / м2;[5]
- Ступінь захисту: фронт — IP65, тил — IP54;
- Робоча температура: -50 .. + 60 ºС;
- Номінальна напруга: 220 В;
- Максимальна споживана потужність 700 Вт / м2.[6][7][8]

### LED-телевізори
Можливо, перший справжній світлодіодний екран для телевізора був розроблений, продемонстрований і документально описаний Дж. П.Мітчеллом в 1977 році. Модель 1977 року була монохроматичному і не могла конкурувати з кольоровими телевізорами того часу.
Лише після створення досить яскравих кольорових світлодіодів з'явилися перші кольорові LED-телевізори. Найбільший в світі світлодіодний телевізор знаходиться на стадіоні Ковбойз в Арлігтоне, штат Техас, США. Його розміри 49 × 22 метрів, площа 1070 квадратних метрів. (Існують світлодіодні дисплеї і набагато більших розмірів, але вони не призначені для телебачення).
Головний недолік телевізорів на напівпровідникових світлодіодах — великий розмір. Дисплей складається з сотень тисяч світлодіодів, і поки не вдалося виготовити напівпровідниковий світлодіод мікроскопічних розмірів, придатний для телебачення з прийнятною ціною.
У XXI столітті набули поширення дисплеї на органічних світлодіодах (OLED), але вони поки мають протилежний недолік — занадто малий розмір.
У торгівлі нерідко «LED-телевізорами» (LED TV) називають телевізори, які мають РК-екран зі світлодіодним підсвічуванням. Незважаючи на схожу назву, до описуваних в даній статті світлодіодних екранів вони відношення не мають.

## Екрани-рекордсмени

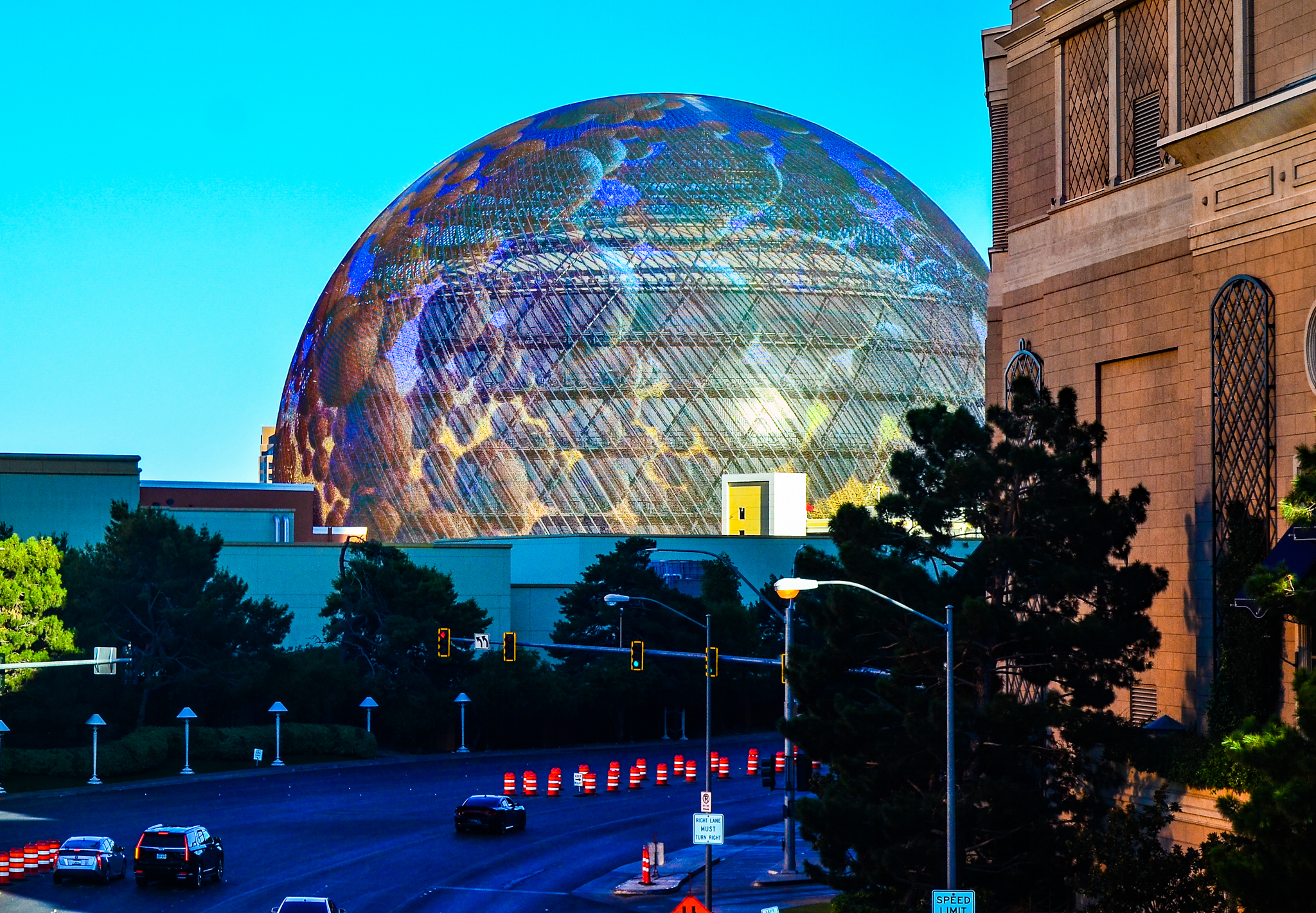
Сфера на Венеціанському курорті

Компанія Mitsubishi Electric в черговий раз потрапила в Книгу рекордів Гіннеса, встановивши на стадіоні Dallas Cowboys найбільший в світі електронний дисплей високої чіткості.
Перший в світі чотиристоронній відеодисплей, підвішений в центрі стадіону, складається з чотирьох світлодіодних відеоекранів Diamond Vision, що включають два основних бічних HD-дисплея розміром 22 м в висоту і 49 м в ширину і два торцевих дисплея Diamond Vision розміром 9 м у висоту і 15,5 м в ширину. Екрани загальною вагою 544 тонни підвішені на висоті 27,5 м прямо над центром ігрового поля і займають майже весь простір від однієї 20-ярдової лінії до іншої.
За своєю площею, — понад 1058 кв. м, — екран Diamond Vision можна порівняти з 3268 телевізорами з 52-дюймовим екраном, при цьому в ньому використовується 10 584 064 окремих світлодіодів.
У травні 2019 року компанія Samsung Electronics встановила світлодіодний екран, який можна назвати витвором мистецтва. Екранна поверхня займає більше квадратного кілометра, і розміщена на двадцяти п'ятиповерховій будівлі One Times Square, в Нью-Йорку. На екрані показують рекламу, новини та репортажі, він вже став важливим об'єктом нью-йоркської архітектури. Зараз це не тільки найбільший екран в світі, але і один з найдорожчих рекламних майданчиків. Дисплей зроблений з кращих матеріалів, тому демонструє чудову картинку при економному споживанні електроенергії.
Спеціально для Китайсько-сінгапурського індустріального парку Сучжоу популярна тайванська компанія Opto Tech створила найбільший LED-дисплей — «Небесний екран» (Sky Screen). Його розмістили по периметру бізнес-центру Harmony Times Square уздовж пішохідної доріжки на 500 метрів в довжину і 32 метри в ширину. Використовується для демонстрації різноманітної реклами, телепрограм і різноманітного відео. Екран утримував за собою титул найбільшого більше десяти років.
У Лас-Вегасі на вулиці Фрімонт-стріт споруджений світлодіодний дисплей Fremont Street Experience довжиною 460 м.
Найбільший світлодіодний 3D-телевізор побудований українською компанією EKTA. У 2011 році відеоекран ЕКТА, який використовувався для прямої трансляції фінального матчу Ліги чемпіонів УЕФА, був внесений в Книгу рекордів Гіннеса як найбільший в світі світлодіодний 3D-телевізор. Він мав діагональ 7,11 м, а площа дисплея — 6,192 м на 3,448 м.
У вересні 2023 року відкрилася музично-розважальна арена в місті Парадайз, штат Невада, США, під назвою Сфера на Венеціанському курорті чи просто Сфера. Вона вкрита світлодіодними дисплеями загальною площею 54 тис. м2.